# Metrafenon
Metrafenon ist ein Wirkstoff zum Pflanzenschutz und eine chemische Verbindung aus der Gruppe der Benzophenonderivate.

## Gewinnung und Darstellung
Metrafenon kann durch eine Eisen(III)-chlorid katalysierte Friedel-Crafts-Acylierung von 3,4,5-Trimethoxytoluol synthetisiert werden. Das zugehörige Benzoylchlorid kann leicht durch Bromierung von 2-Methoxy-6-methyl-benzoesäure und anschließende Überführung in das Säurechlorid gewonnen werden.

## Eigenschaften
Metrafenon ist ein brennbarer cremefarbener Feststoff, der praktisch unlöslich in Wasser ist.

## Verwendung
Metrafenon wird als Wirkstoff in Pflanzenschutzmitteln verwendet.
In der Europäischen Union wurde Metrafenon 2007 als Fungizid-Wirkstoff in Pflanzenschutzmitteln zugelassen. Im Jahre 2008 wurde es durch BASF als Fungizid in Mittel- und Südosteuropa eingeführt.
In der Schweiz, in Österreich und in Deutschland ist Metrafenon in Pflanzenschutzmitteln für den Einsatz gegen Pilzerkrankungen bei Getreide sowie gegen den Echten Mehltau im Weinbau zugelassen.